# Фристайл на зимових Олімпійських іграх 2022 — акробатика (змішані команди)
Змагання з фристайлу в акробатиці серед змішаних команд на зимових Олімпійських іграх 2022 відбудуться 10 лютого в Сніговому парку Геньтін у Чжанцзякоу. Це буде перша поява цієї дисципліни в програмі Олімпійських ігор. 
Китай виграв обидва змагання з акробатики серед змішаних команд, що відбулись на Кубку світу 2021–2022 перед Олімпійськими іграми. Росія та США посіли по одному 2-му місцю, а Україна двічі була третьою. Росія виграла Чемпіонат світу 2021 року, а Швейцарія та США вибороли, відповідно, срібну і бронзову нагороди.

## Кваліфікація
На змагання кваліфікувалося 8 збірних. Щоб змагатися в цій дисципліни, від країни має кваліфікуватися принаймні три спортсмени (серед яких є щонайменше по одному чоловікові та жінці).

## Результати
| Місце | Номер         | Країна                                                                                   | Final 1                     | Final 2                    |
| ----- | ------------- | ---------------------------------------------------------------------------------------- | --------------------------- | -------------------------- |
| 1     | 2 2–1 2–2 2–3 | США · Ешлі Колдуелл · Крістофер Лілліс · Джастін Шунефелд                                | 330.55 104.31 101.81 124.43 | 338.34 88.86 135.00 114.48 |
| 2     | 1 1–1 1–2 1–3 | Китай · Сюй Ментао · Цзя Цзун'ян · Ці Гуанпу                                             | 336.89 94.01 124.78 118.10  | 324.22 106.03 96.02 122.17 |
| 3     | 5 5–1 5–2 5–3 | Канада · Маріон Тено · Міха Фонтен · Льюїс Ірвінг                                        | 326.94 93.06 113.97 119.91  | 290.98 62.74 116.48 111.76 |
| 4     | 3 3–1 3–2 3–3 | Швейцарія · Александра Бер · Пірмін Вернер · Ное Рот                                     | 300.62 65.83 128.00 106.79  | 276.01 57.01 109.00 110.00 |
| 5     | 4 4–1 4–2 4–3 | Олімпійський комітет Росії · Любов Нікітіна · Буров Ілля Олексійович · Станіслав Нікітін | 295.97 79.66 97.28 119.03   | DNQ                        |
| 6     | 6 6–1 6–2 6–3 | Білорусь · Ганна Гуськова · Станіслав Гладченко · Максим Густик                          | 273.67 84.73 89.92 99.12    | DNQ                        |